# بوفالو سوپ‌استون، آلاسکا
بوفالو سوپ‌استون (به انگلیسی: Buffalo Soapstone) شهری در بخش ماتانوسکا-سوسیتنا ایالت آلاسکا است که جمعیت آن در سرشماری سال ۲۰۰۰ میلادی ۶۹۹ نفر بوده‌است.